# Скуби-Ду (мультфильм, 2020)
«Скуби-Ду» (англ. Scoob!) — американский компьютерно-анимационный мистический комедийный фильм, созданный студией Warner Animation Group, распространяемый Warner Bros. Pictures и основанный на персонажах оригинального мультсериала «Скуби-Ду» компании Hanna-Barbera. Перезапуск серии фильмов о Скуби-Ду и третий полнометражный фильм о персонаже после фильмов «Скуби-Ду» (2002) и «Скуби-Ду 2: Монстры на свободе» (2004). Действие происходит в альтернативной мультивселенной Hanna-Barbera и рассказывает о том, как корпорация «Тайна» раскрывает тайну наследия и истинного предназначения своего маскота, связанную со скорым освобождением Цербера.
Фильм снят режиссёром Тони Червоне по сценарию Адама Штикеля, Джека Дональдсона, Дерека Эллиота и Мэтта Либермана и сюжету Либермана, Эяла Поделла и Джонатона Э. Стюарта. Главных персонажей озвучили Фрэнк Уэлкер, Уилл Форте, Джина Родригес, Зак Эфрон и Аманда Сейфрид. Марк Уолберг, Джейсон Айзекс, Кирси Клемонс, Кен Джонг и Трейси Морган озвучили остальных персонажей Hanna-Barbera. О планах на новый театральный фильм о Скуби-Ду стало известно в июне 2014 года, когда Warner Bros. объявили, что собираются перезапустить кинофраншизу, начиная с анимационного фильма. Червоне получил должность режиссёра в августе 2015 года, а в сентябре 2016 года к нему присоединился Дэкс Шепард, однако в октябре 2018 года последний покинул проект.
Изначально «Скуби-Ду» должен был выйти в мировой прокат 15 мая 2020 года. В связи с пандемией COVID-19 и закрытием кинотеатров по всему миру Warner Bros. выпустили фильм в США на цифровых платформах в тот день, когда планировался театральный релиз. Начиная с июля 2020 года, фильм был показан в кинотеатрах в некоторых странах, а 21 мая 2021 года вышел в американский прокат на три дня. Фильм получил смешанные отзывы от критиков, которые похвалили анимацию и ощущение ностальгии, но раскритиковали модернизацию и сценарий. В разработке находился приквел специально для HBO Max, но в 2022 году его отменили.

## Сюжет
Венеция, штат Калифорния. Одинокий мальчик Шэгги спасает бездомного щенка от полицейского и называет его Скуби Дуби Ду. В ночь на Хэллоуин два хулигана отнимают у Шэгги и Скуби конфеты, бросив их в дом мистера Ригби, в котором живёт призрак. На помощь Шэгги и Скуби приходят Фрэд, Дафна и Вэлма. Дети заходят в особняк и подвергаются нападению призрака, но они ловко его нейтрализуют и обнаруживают, что призрак — переодетый мистер Ригби, а также находят секретную комнату с украденной дорогой электроникой. Полиция забирает Ригби в тюрьму, а пятеро друзей, довольные своим успехом в раскрытии преступления, решают заняться разгадкой тайн.
Проходит 10 лет. Вэлма предлагает сделать «Корпорацию „Тайна“» более профессиональной и находит инвестора — Саймона Коуэлла, известного телеведущего. Однако Коуэлл отказывается дать деньги из-за Шэгги и Скуби, которые, по его мнению, бесполезны и не привносят свой вклад в команду. Расстроенные Шэгги и Скуби уходят играть в боулинг, но там на них нападают роботы-скорпионы. Друзей спасает команда «Ярости Сокола», кумиры Скуби и Шэгги: Синий Сокол (на самом деле, его повзрослевший сын Брайан), робопёс Динамит и Ди Ди Скайс, пилот корабля. Они объясняют Шэгги и Скуби, что за ними охотится суперзлодей Дик Дастардли, который украл один из трёх черепов Цербера, и теперь нужно помешать ему заполучить оставшиеся два. Однако Дик всё же находит и похищает второй череп.
Фрэд, Вэлма и Дафна, узнав, что их друзей атаковали, приезжают в боулинг-клуб и находят сломанного робота. На нём же друзья обнаруживают волос Дика Дастардли. Прочитав информацию о нём в полицейской базе данных, они узнают, что наряду с кражей черепов Цербера Дик украл записи родословных многих собак. Фрэд, Дафна и Вэлма едут искать его в «Дастардли Демолишн». В пути Вэлма, сопоставив украденные Диком родословные собак, определяет, что Скуби — последний потомок Перитаса, пса Александра Македонского, также она узнаёт через соцсети, что Скуби и Шэгги находятся с Синим Соколом.
Робот, найденный троицей в зале боулинга, вновь функционирует и сообщает Дастардли об их перемещении. Дастардли, замаскировавшись под красивую женщину-полицейского, пленяет их. Однако им удаётся выбраться из камеры благодаря одному из роботов и узнать, что третий череп находится в горе Мессик. Троица заходит в комнату с устройством связи, Вэлма, взломав Динамита, говорит Ди Ди, где третий череп, но из-за плохой связи не успевает узнать, что со Скуби и Шэгги. В этой же комнате друзья находят доску, раскрывающую планы Дастардли: будучи потомком Перитаса Скуби — единственный, кто может открыть ворота в Подземный мир, где Александр Македонский спрятал свои сокровища. Дастардли опять ловит друзей и раскрывает, что его пёс Маттли застрял в Подземном мире после неудачного эксперимента с порталом, и теперь Дик хочет вернуть его.
Скуби проводит больше времени с командой Сокола, ему создают супер-костюм, но для этого ему приходится снять ошейник — подарок Шэгги, что очень расстраивает парня. Когда «Ярость Сокола» прибывает на гору Мессик, которая имеет мезозойскую экосистему, Шэгги, обиженный поведением Скуби, отказывается идти с ними дальше. Исследуя гору Мессик, Брайан и Скуби сталкиваются с Капитаном Дикарём, хранителем третьего черепа. Чтобы получить его, они должны победить Дикаря в бою на арене. Тем временем к Шэгги приезжает в «Мистической машине» Дастардли, замаскированный под Фрэда, и обманом заставляет парня привести его к Скуби. Дастардли похищает и третий череп, и Скуби, заодно выбросив Вэлму, Дафну и настоящего Фрэда из своего корабля и уничтожив «Ярость Сокола».
Дастардли прибывает в Парфенон в Афинах, соединяет черепа, которые создают врата в Подземный мир, а «Корпорация тайна» и команда Сокола прилетает на фургоне при помощи Динамита. Дик насильно заставляет Скуби открыть врата, выпустив оттуда гигантского разъярённого Цербера. Дику удаётся проникнуть в Подземный мир, где он находит Маттли; вдвоём они собирают столько сокровищ, сколько могут унести, и сбегают, Скуби же воссоединяется с друзьями и мирится с Шэгги.
«Корпорация тайна», команда Сокола и роботы Дастардли, уставшие от ворчливого характера и небрежного отношения своего создателя, заманивают Цербера обратно в Подземный мир. Ворота закрыты, но чтобы запереть их, Скуби (как потомок Перитаса) и его лучший друг (то есть, Шэгги) должны активировать замок, причём кто-то из них должен сделать это изнутри, навсегда оставшись в Подземном мире. На это героически идёт Шэгги, Скуби также активирует замок, и ворота исчезают. Все начинают оплакивать Шэгги, но появляется портал, откуда парень возвращается.
Роботы пленяют Дика и Маттли. Шэгги снимает маску с Дастардли, и вроде бы кажется, что это Саймон Коуэлл. Однако Вэлма обнаруживает логическую ошибку в его объяснении и снова снимает маску, показывая, что с самого начала это был Дастардли, специально замаскировавшийся под Коуэлла, чтобы рассорить друзей. Команда Сокола уводит его в тюрьму.
Спустя какое-то время корпорация открывает свой штаб, а «Ярость Сокола» дарит им обновленную версию «Мистической машины», поскольку старая была уничтожена в битве с Цербером. «Корпорация „Тайна“», получив звонок, сообщающий, что были обнаружены призрачный корабль и призрак капитана, отправляется разгадывать загадку.
В титрах видно, что герои встречаются с другими персонажами вселенной Hanna-Barbera, а Дик Дастардли и Маттли сбегают из тюрьмы.

## Роли озвучивали
- Фрэнк Уэлкер — Скуби-Ду[6]
- Уилл Форте — Шэгги Роджерс[6]
  - Иэн Армитидж — Шэгги в детстве
- Аманда Сейфрид — Дафна Блейк
  - Маккенна Грейс — Дафна в детстве
- Зак Эфрон — Фред Джонс
  - Пирс Ганьон — Фред в детстве[8]
- Джина Родригес — Велма Динкли[6]
  - Ариана Гринблатт — Велма в детстве[9]
- Трейси Морган — Капитан Кейвмэн[6]
- Кен Джонг — Чудо-пёс Динамит[10]
- Кирси Клемонс — ДиДи Сайкс[10]
- Марк Уолберг — Синий Сокол[11]
- Джейсон Айзекс — Дик Дастардли[11]
- Саймон Коуэлл — в роли самого себя
- Кристина Хендрикс — Офицер Джаффе
- Генри Уинклер — Кейт
- Джон Ди Маджио — владелец ресторана
- Кевин Хеффернан — Полицейский Гэри
- Майя Эрскин — Джуди Такамото
- Тони Червоне — Призрак / Мистер Ригби

## Производство
Первоначально место режиссёра проекта наравне с Червоне должен был занять Дэкс Шепард, а релиз запланирован на 21 сентября 2018 года. Изначальная дата выхода фильма должна была быть 15 мая 2020 года, однако она была перенесена на неопределённый срок из-за пандемии коронавируса. Позднее Warner Bros. решила не выпускать его в кинотеатрах, а выпустить на VOD платформах 15 мая 2020 года. В России фильм вышел на онлайн-платформах 14 августа 2020 года.

## Отменённый спин-офф
В июне 2021 года Червоне сказал, что сиквел фильма находится в разработке. 22 декабря 2021 года HBO Max выпустил шоурил, в котором был представлен первый взгляд на рождественский спин-офф под названием «Скуби-Ду: Праздничное проклятие», и назначил премьеру на декабрь 2022 года. Фильм должен был рассказать о прошлом команды, а Уэлкер и актёры, озвучившие персонажей в детстве, вернулись бы к своим ролям, в то время как Червоне должен был написать сценарий вместе с Полом Дини и спродюсировать проект. Фильм должны были снимать сорежиссёры Билл Холлер и Майкл Курински, а в качестве бюджета были выделены $40 млн. 2 августа 2022 года Warner Bros. Discovery отменили релиз проекта, ссылаясь на его неприбыльность и решение сконцентрироваться на создании фильмов для театрального релиза вместо проектов для стриминга. В тот же день Червоне сказал, что проект был «практически закончен».